# Continued Silence (EP)
«Continued Silence» (en español: «Silencio Continuo») es el cuarto Extended play de la banda estadounidense de indie rock Imagine Dragons. Fue lanzado el 14 de febrero de 2012 por medio de Interscope Records, convirtiéndose en el primer lanzamiento de la agrupación bajo un sello discográfico. Fue producido por Alex Da Kid.
Todas las canciones de «Continued Silence» fueron incluidas en el álbum debut del grupo, «Night Visions», con excepción de «Round And Round» y «My Fault», que serían agregadas en las versiones «Deluxe».

## Lanzamiento y promoción
Para promocionar el álbum, la banda se presentó en el SXSW 2012 y recorrió los Estados Unidos con el grupo australiano The Jezabels. Sus más de quince actuaciones en el SXSW incluyen la emisión del Festival de Premios de la mtvU , así como una presentación en la revista FILTER, la presentación de Rachael Ray, y en la de The Roxy. También se presentaron en Basilica Block Party, Summerfest, Bunbury Music Festival 2012, Live 105's BFD 2012 y Firefly Music Festival 2012. Así como en Riot Fest de Chicago en 2012. iiTunes presentó el EP en su «Rising Stars of Alt Rock» además de presentar la canción «It's Time» en sus «Alt Rock Hits $ 0.69» a partir del 30 de abril de 2012.

### Sencillos
«It's Time» se convirtió en el primer sencillo del EP y comenzó a ser emitida el 20 de febrero de 2012. La pista «Radioactive» también recibió airplay y entró en el Billboard Hot 100. El video musical oficial de «It's Time» se estrenó en todas las afiliadas de MTV el 17 de abril de 2012. Imagine Dragons fueron los Artista de la semana de MTV PUSH del 16 de abril de 2012.
La canción «Round And Round» fue presentada como «Canción de la semana» y por lo tanto como descarga gratuita en iTunes.

## Recepción

### Crítica
«Continued Silence EP» fue elogiado por la crítica musical. 
Jason Bracelin, de Las Vegas Review Journal y Spin escribieron: «Se basa en la arrogancia climática y digna de la pista de baile de Dragons, con coros de gran tamaño, brazos en el aire y un ritmo boyante amplificado por la introducción de ritmos sub-hip-hop».
Cincinnati CityBeat escribió: «Un giro rápido a través del Silencio Continuo ... es como desplazarse en un riachuelo con pepitas de oro; destellos de Coldplay, Everclear, Train y cualquier otro ícono pop que encabeza las listas, pero con una ventaja Indie claramente impulsada por el ritmo. Tan épico como la poesía homeriana con una banda sonora de U2 y tan íntimo como una cena a la luz de las velas en el desierto de Nevada».

### Comercial
El EP alcanzó el número 40 en el Billboard 200 y número 1 en la lista Billboard Heatseekers.

## Lista de canciones
| Continued Silence EP |                       |          |  |
| N.º                  | Título                | Duración |  |
| 1.                   | «Radioactive»         | 3:06     |  |
| 2.                   | «Demons»              | 2:58     |  |
| 3.                   | «On Top Of The World» | 3:12     |  |
| 4.                   | «Round And Round»     | 3:17     |  |
| 5.                   | «It's Time»           | 4:00     |  |
| 6.                   | «My Fault»            | 2:57     |  |
| 19:25                |                       |          |  |

## Créditos
Adaptados del booklet de «Continued Silence EP». Todas las canciones son interpretadas por Imagine Dragons.
Radioactive
- Escrito por Dan Reynolds, Wayne Sermon, Ben McKee, Alex Da Kid y Josh Mosser.
- Producido por Alex Da Kid para KIDinaKORNER.
- Publicado por KIDinaKORNER / Universal, Songs of Universal, Inc. (BMI) o/b/o Alexander Grant.
- Grabado por Josh Mosser en “Westlake Studios” para KIDinaKORNER.
- Guitarra Adicional por J Browz para KIDinaKORNER.
- Mezclado por Manny Marroquin en “Larrabee Studios”.
- Masterizado por Joe LaPorta en “The Lodge”.

℗ 2012 KIDinaKORNER/Interscope Records
Demons
- Escrito por Dan Reynolds, Wayne Sermon, Ben McKee, Alex Da Kid y Josh Mosser.
- Producido por Alex Da Kid para KIDinaKORNER.
- Publicado por KIDinaKORNER / Universal, Songs of Universal, Inc. (BMI) o/b/o Alexander Grant.
- Grabado por Josh Mosser en “Westlake Studios” para KIDinaKORNER.
- Guitarra y Bajo Adicional por J Browz para KIDinaKORNER.
- Mezclado por Manny Marroquin en “Larrabee Studios”.
- Masterizado por Joe LaPorta en “The Lodge”.

℗ 2012 KIDinaKORNER/Interscope Records
On Top Of The World
- Escrito por Dan Reynolds, Wayne Sermon, Ben McKee y Alex Da Kid.
- Producido por Imagine Dragons y Alex Da Kid para KIDinaKORNER.
- Publicado por KIDinaKORNER / Universal, Songs of Universal, Inc. (BMI) o/b/o Alexander Grant.
- Grabado por Charlie Stavish en “Westlake Studios” para KIDinaKORNER.
- Ingeniería Adicional por Josh Mosser.
- Mezclado por Manny Marroquin en “Larrabee Studios”.
- Masterizado por Joe LaPorta en “The Lodge”.

℗ 2012 KIDinaKORNER/Interscope Records
Round And Round
- Escrito por Dan Reynolds, Wayne Sermon, Ben McKee y Alex Da Kid.
- Producido por Imagine Dragons y Alex Da Kid para KIDinaKORNER.
- Publicado por KIDinaKORNER / Universal, Songs of Universal, Inc. (BMI) o/b/o Alexander Grant.
- Grabado en “Westlake Studios”.
- Ingeniería por Charlie Stavish.
- Mezclado por Manny Marroquin en “Larrabee Studios”.
- Masterizado por Joe LaPorta en “The Lodge”.

℗ 2012 KIDinaKORNER/Interscope Records
It's Time
- Escrito por Dan Reynolds, Wayne Sermon y Ben McKee.
- Producido por Brandon Darner e Imagine Dragons.
- Publicado por KIDinaKORNER / Universal.
- Grabado por Mark Everton Gray en “The Studio at the Palms”.
- Ingeniería Adicional por Rob Katz y Josh Mosser.
- Mezclado por Mark Needham en “The Ballroom Studio”.
- Asistente de Mezcla: Will Brierre.
- Masterizado por Joe LaPorta en “"The Lodge”.

℗ 2012 KIDinaKORNER/Interscope Records
My Fault
- Escrito por Dan Reynolds, Wayne Sermon, Ben McKee y Alex Da Kid.
- Producido por Alex Da Kid para KIDinaKORNER e Imagine Dragons.
- Publicado por KIDinaKORNER / Universal, Songs of Universal, Inc. (BMI) o/b/o Alexander Grant.
- Guitarra Adicional por J Browz para KIDinaKORNER.
- Grabado en “Westlake Studios”.
- Ingeniería por Charlie Stavish.
- Mezclado por Manny Marroquin en “Larrabee Studios”.
- Masterizado por Joe LaPorta en “The Lodge”.

℗ 2012 KIDinaKORNER/Interscope Records
Imagine Dragons
- Dan Reynolds: Voz (en todas las canciones).
- Wayne Sermon: Guitarra (en todas las canciones) y Mandolina (en «It's Time»).
- Ben McKee: Bajo (en todas las canciones) y Sintetizador (en «Radioactive»).
- Daniel Platzman: Batería (excepto en «It's Time») y Caja de ritmos (en «It's Time»).

Músicos Adicionales
- Andrew Tolman: Batería (en «It's Time»).
- Brittany Tolman: Voz y Teclados (en «It's Time»).

## Listas

#### Posicionamiento en listas
| País           | Lista                        | Mejor posición |
| -------------- | ---------------------------- | -------------- |
| Irlanda        | Irish Albums Chart           | 86             |
| Estados Unidos | Billboard 200                | 40             |
| Estados Unidos | Billboard Alternative Albums | 8              |
| Estados Unidos | Billboard Rock Albums        | 11             |
| Estados Unidos | Billboard Digital Albums     | 18             |
| Estados Unidos | Billboard Heatseekers Albums | 1              |
| Suecia         | Swedish Albums Chart         | 20             |

## Historial de lanzamientos
| Región         | Fecha                 | Formato             | Discográfica       |
| -------------- | --------------------- | ------------------- | ------------------ |
| Estados Unidos | 14 de febrero de 2012 | Descarga digital CD | Interscope Records |